# Carl du Prel

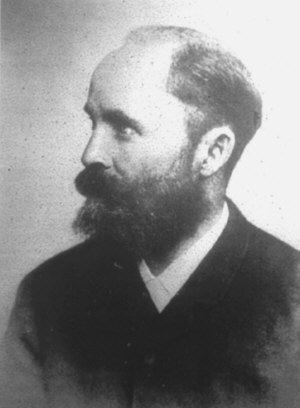
Carl du Prel

Carl du Prel, född 3 april 1839 i Landshut, död 5 augusti 1899 i Hall in Tirol, var en tysk populärfilosofisk författare.
Carl du Prel utgick från Arthur Schopenhauer och Eduard von Hartmann och utvecklade en psykologisk mystik, där han sammansmälte modern materialism med ockultism och spiritism, beskriven i Die Philosophie der Mystik (1884) och Die Entdeckung der Seele durch die Geheimwissenschaften (2 band, 1893–1894) med flera arbeten. Denna filosofi nådde stor popularitet och kom att bilda en kvasivetenskaplig bakgrund till vissa företeelser inom litteratur och kulturkritik. Ola Hansson behandlat ämnet i Carl du Prel och somnambulismen i Efterlämnade skrifter i urval (1930).